# Le Champ-Saint-Père
Le Champ-Saint-Père és un municipi francès situat al departament de Vendée i a la regió de País del Loira. L'any 2007 tenia 1.533 habitants.

## Demografia

### Població
El 2007 la població de fet de Le Champ-Saint-Père era de 1.533 persones. Hi havia 656 famílies de les quals 196 eren unipersonals (92 homes vivint sols i 104 dones vivint soles), 280 parelles sense fills, 164 parelles amb fills i 16 famílies monoparentals amb fills.
La població ha evolucionat segons el següent gràfic:
Habitants censats

### Habitatges
El 2007 hi havia 921 habitatges, 673 eren l'habitatge principal de la família, 176 eren segones residències i 72 estaven desocupats. 882 eren cases i 32 eren apartaments. Dels 673 habitatges principals, 509 estaven ocupats pels seus propietaris, 150 estaven llogats i ocupats pels llogaters i 14 estaven cedits a títol gratuït; 15 tenien una cambra, 55 en tenien dues, 151 en tenien tres, 187 en tenien quatre i 265 en tenien cinc o més. 529 habitatges disposaven pel capbaix d'una plaça de pàrquing. A 328 habitatges hi havia un automòbil i a 279 n'hi havia dos o més.

### Piràmide de població
La piràmide de població per edats i sexe el 2009 era:
| Homes | Edats   | Dones |
| ----- | ------- | ----- |
| 0     | 95 o +  | 4     |
| 0     | 90 a 94 | 12    |
| 16    | 85 a 89 | 36    |
| 8     | 80 a 84 | 20    |
| 44    | 75 a 79 | 60    |
| 44    | 70 a 74 | 72    |
| 48    | 65 a 69 | 32    |
| 36    | 60 a 64 | 28    |
| 36    | 55 a 59 | 28    |
| 36    | 50 a 54 | 40    |
| 60    | 45 a 49 | 40    |
| 32    | 40 a 44 | 36    |
| 52    | 35 a 39 | 48    |
| 32    | 30 a 34 | 52    |
| 40    | 25 a 29 | 24    |
| 24    | 20 a 24 | 12    |
| 32    | 15 a 19 | 56    |
| 48    | 10 a 14 | 24    |
| 32    | 5 a 9   | 28    |
| 16    | 0 a 4   | 32    |

## Economia
El 2007 la població en edat de treballar era de 909 persones, 620 eren actives i 289 eren inactives. De les 620 persones actives 556 estaven ocupades (308 homes i 248 dones) i 64 estaven aturades (26 homes i 38 dones). De les 289 persones inactives 149 estaven jubilades, 57 estaven estudiant i 83 estaven classificades com a «altres inactius».

### Ingressos
El 2009 a Le Champ-Saint-Père hi havia 717 unitats fiscals que integraven 1.576 persones, la mediana anual d'ingressos fiscals per persona era de 16.247 €.

### Activitats econòmiques
Dels 58 establiments que hi havia el 2007, 1 era d'una empresa alimentària, 1 d'una empresa de fabricació d'altres productes industrials, 16 d'empreses de construcció, 10 d'empreses de comerç i reparació d'automòbils, 4 d'empreses de transport, 2 d'empreses d'hostatgeria i restauració, 4 d'empreses financeres, 4 d'empreses immobiliàries, 5 d'empreses de serveis, 8 d'entitats de l'administració pública i 3 d'empreses classificades com a «altres activitats de serveis».
Dels 22 establiments de servei als particulars que hi havia el 2009, 1 era una oficina de correu, 1 una oficina bancària, 2 tallers de reparació d'automòbils i de material agrícola, 1 autoescola, 1 paleta, 1 guixaire pintor, 7 fusteries, 1 lampisteria, 2 electricistes, 2 perruqueries, 1 restaurant i 2 agències immobiliàries.
Dels 4 establiments comercials que hi havia el 2009, 1 era un supermercat, 1 una fleca, 1 una carnisseria i 1 una peixateria.
L'any 2000 a Le Champ-Saint-Père hi havia 55 explotacions agrícoles que ocupaven un total de 1.512 hectàrees.

## Equipaments sanitaris i escolars
El 2009 hi havia 1 farmàcia i 1 ambulància.
El 2009 hi havia 2 escoles elementals.

## Poblacions més properes
El següent diagrama mostra les poblacions més properes.